# Liten pilsnäcka
Liten pilsnäcka (Curtitoma trevelliana) är en snäckart som först beskrevs av Turton 1834.  Liten pilsnäcka ingår i släktet Curtitoma och familjen kägelsnäckor. Enligt den svenska rödlistan är arten otillräckligt studerad i Sverige. Arten förekommer i Götaland. Artens livsmiljö är havet. Inga underarter finns listade i Catalogue of Life.

## Bildgalleri

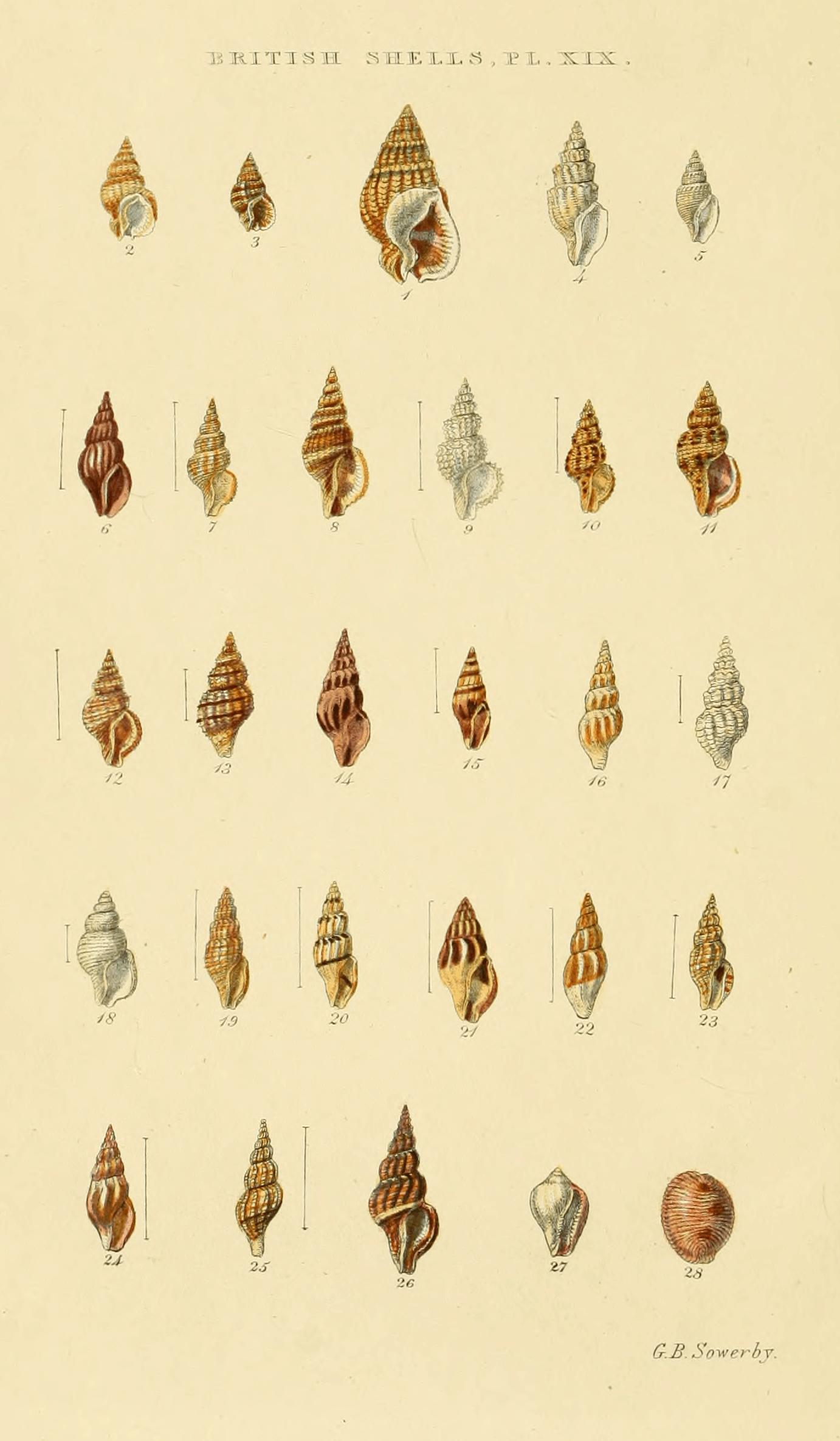